# Muzeum Etnograficzne we Wrocławiu
Muzeum Etnograficzne we Wrocławiu – muzeum sztuki ludowej Dolnego Śląska, działające od 1954 r. 

## Historia

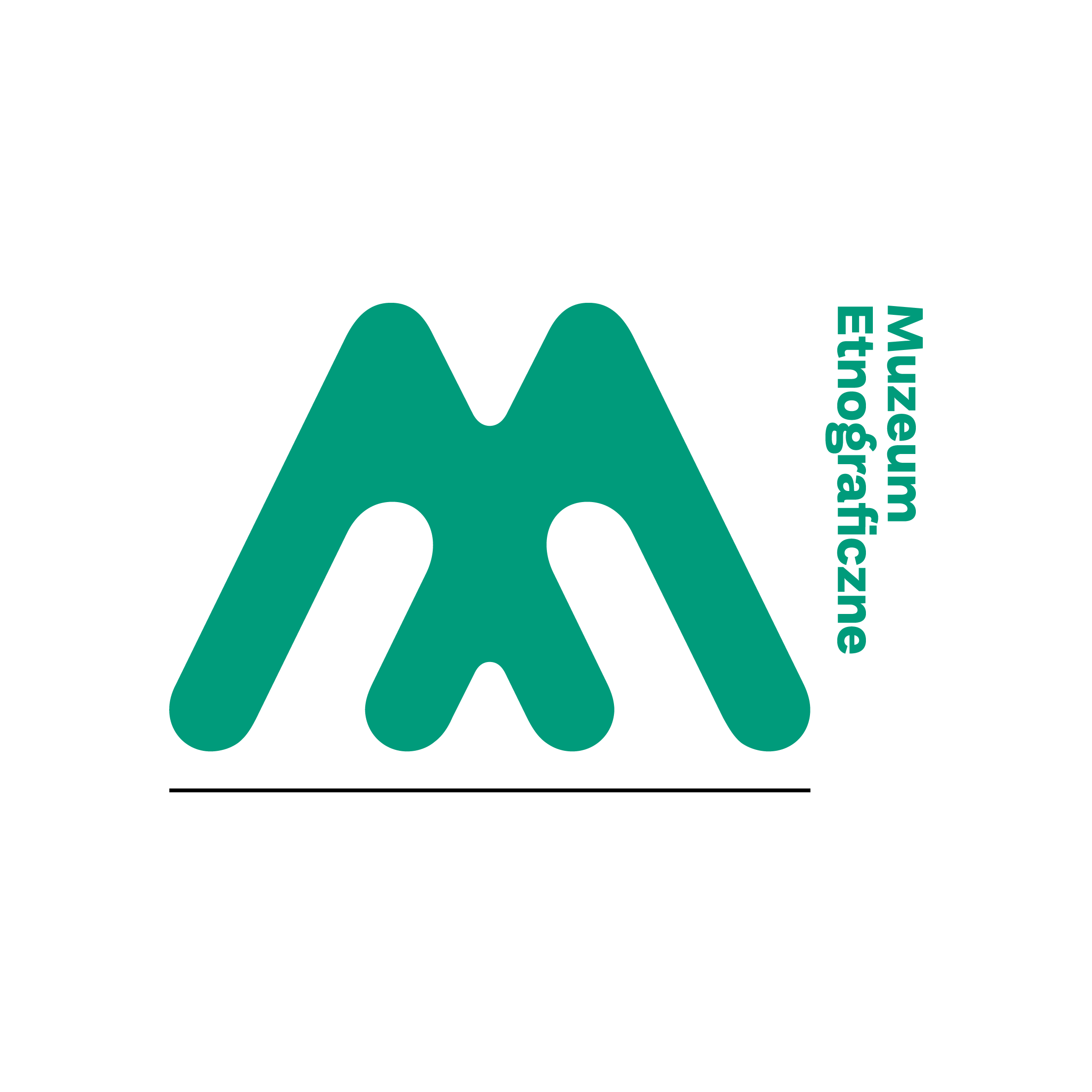
Logo MNWr

Przed 1948 r. nie istniało we Wrocławiu specjalne muzeum o profilu etnograficznym. Dopiero w 1948 r. utworzono zamknięty dla zwiedzających Dział Etnograficzny przy Muzeum Państwowym (obecnie: Muzeum Narodowe we Wrocławiu). Od 1953 r. przekształcał się on w dział otwarty, początkowo prezentując wystawę czasową „Kultura wsi dolnośląskiej”. W 1954 r. stał się Oddziałem Muzeum Śląskiego, z siedzibą w jednym ze skrzydeł Pałacu Królewskiego, gdzie w 1955 r. otwarto pierwszą wystawę stałą, poświęconą dolnośląskiej sztuce ludowej. W 1958 r. otwarto tam kolejną wystawę stałą, prezentującą kulturę materialną wsi. Prezentowana jest tam również kultura osadników z dawnych Kresów - Polesia, Stanisławowskiego, Tarnopolskiego Łemków i Greków. 
Pierwsze zbiory powstały dzięki przekazaniu eksponatów z magazynów Ministerstwa Kultury i Sztuki w Bożkowie i w Żelaźnie oraz z muzeów regionalnych z takich miejscowości jak: Karpacz, Szklarska Poręba, Niemcza, Bolków, Jawor, Jelenia Góra, Kamienna Góra, Brzeg, Wałbrzych i Ziębice. Od 1949 r. kupowano eksponaty z takich regionów jak np. Śląsk Opolski i Beskid Śląski. Od lat 1953–1956 zaczęto systematycznie poszukiwać eksponatów na Dolnym Śląsku, ze szczególnym uwzględnieniem takich obszarów jak m.in. ziemia kłodzka, Lwówek Śląski, Legnica i Wołów. Muzeum gromadzi wytwory dolnośląskiej wiejskiej kultury ludowej od XVII wieku do czasów współczesnych. Organizuje także wystawy czasowe, prezentujące zbiory etnograficzne z całego świata.
W 1999 r. powstało Muzeum Miejskie Wrocławia, które zajęło cały gmach Pałacu Królewskiego. Z tego powodu w 2004 r. Muzeum Etnograficzne przeniosło się do dawnego Letniego Pałacu Biskupów Wrocławskich przy ul. Traugutta 111/113, gdzie w maju 2006 r. otwarto pierwszą wystawę stałą.

## Galeria

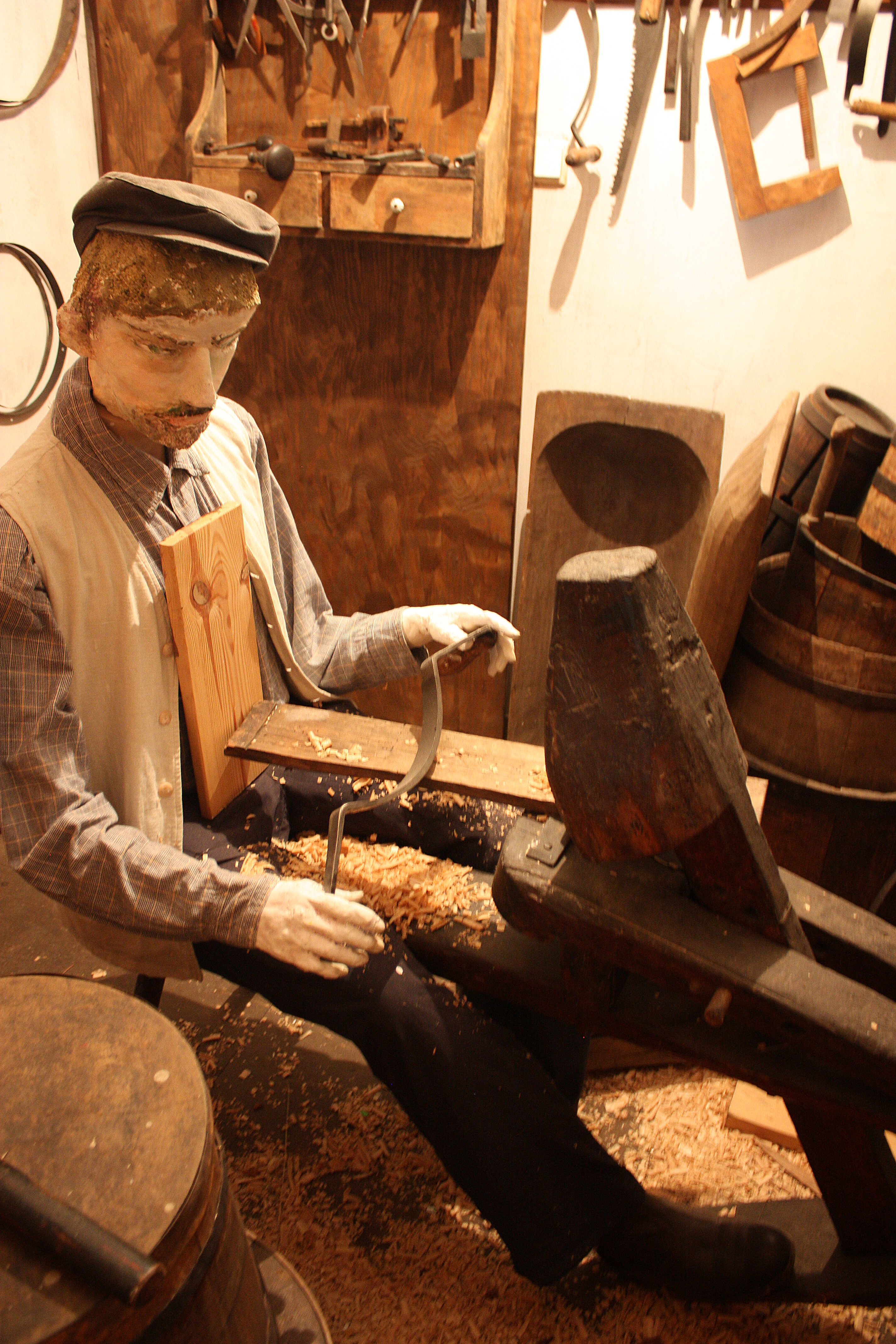
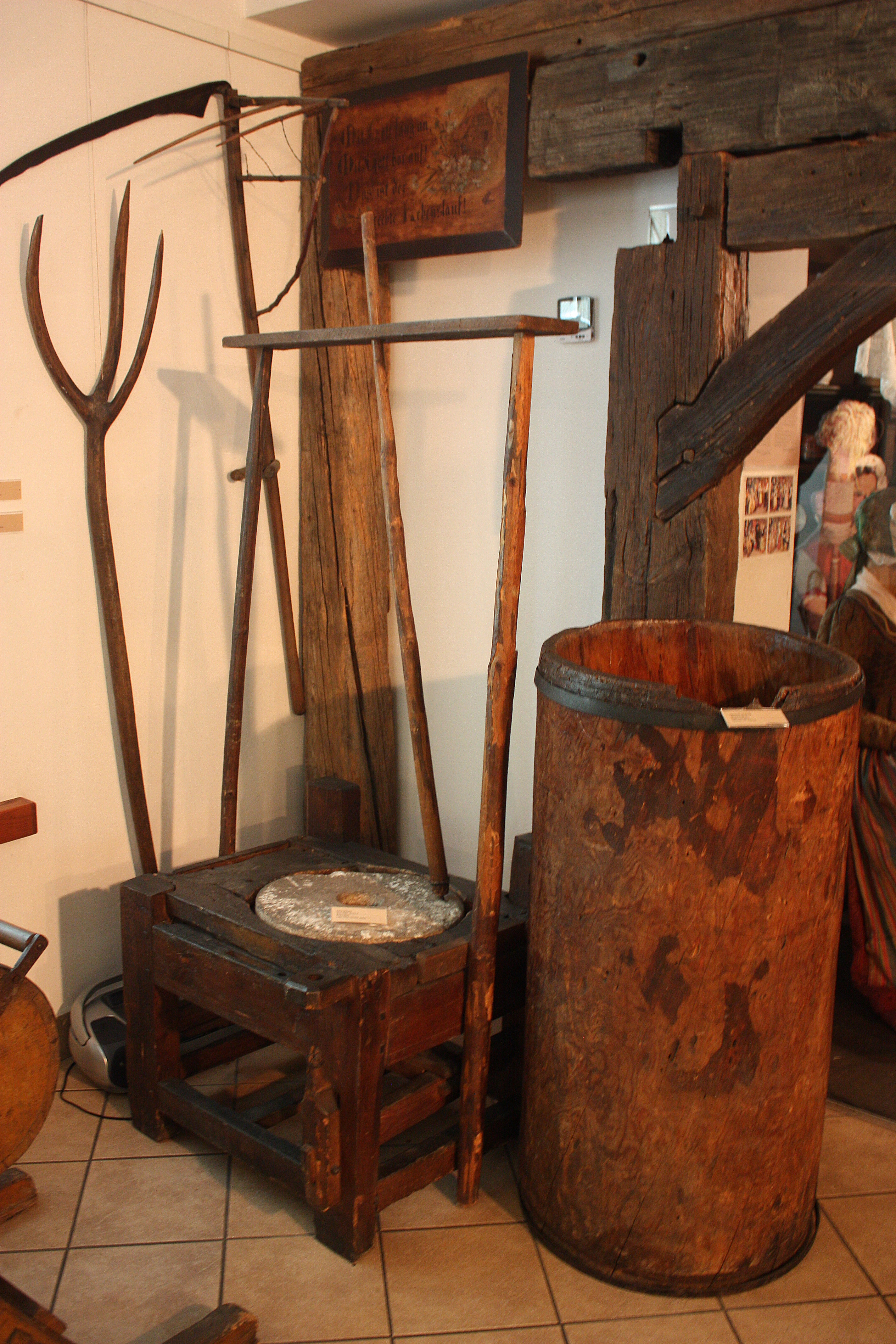
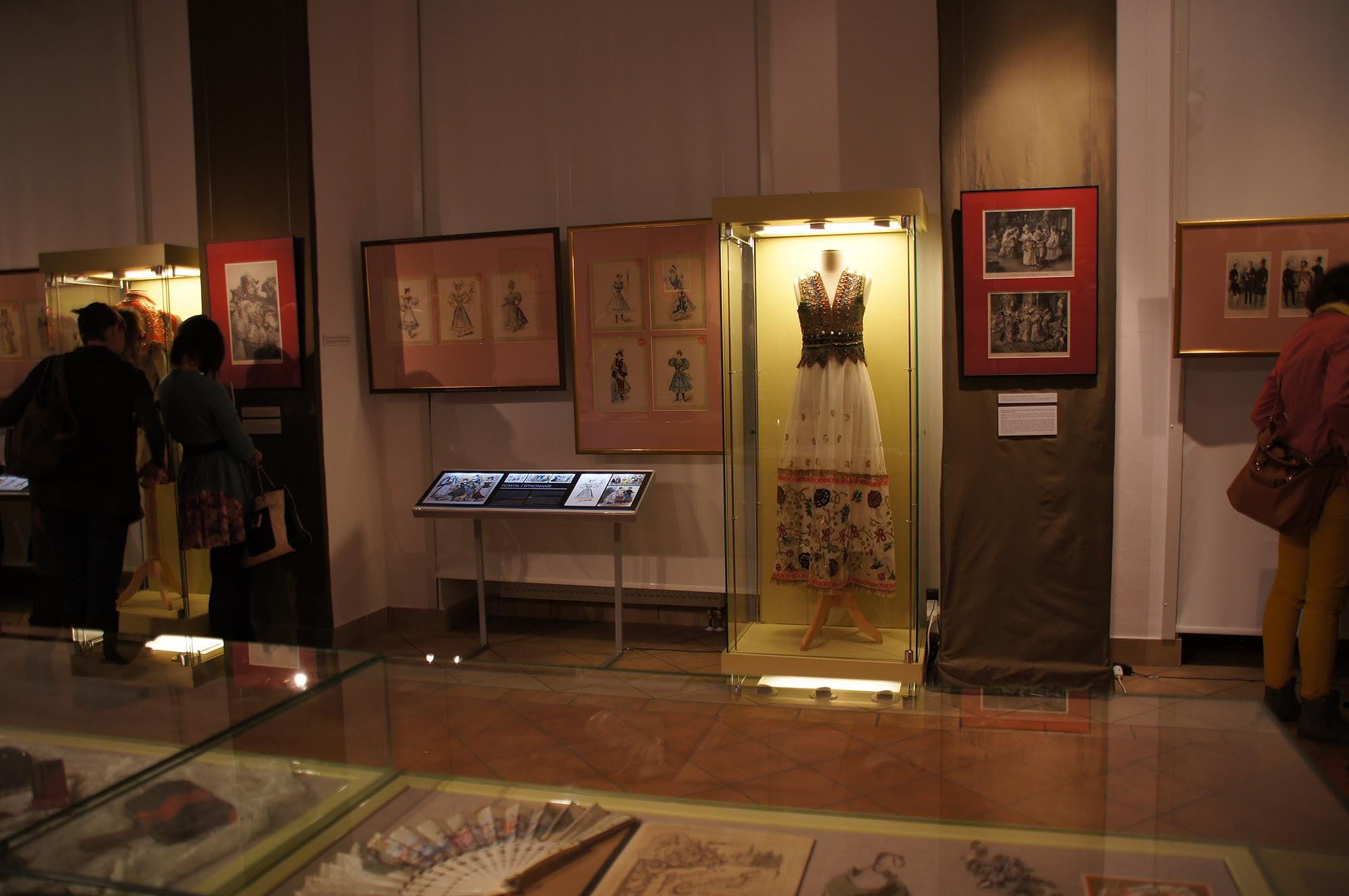
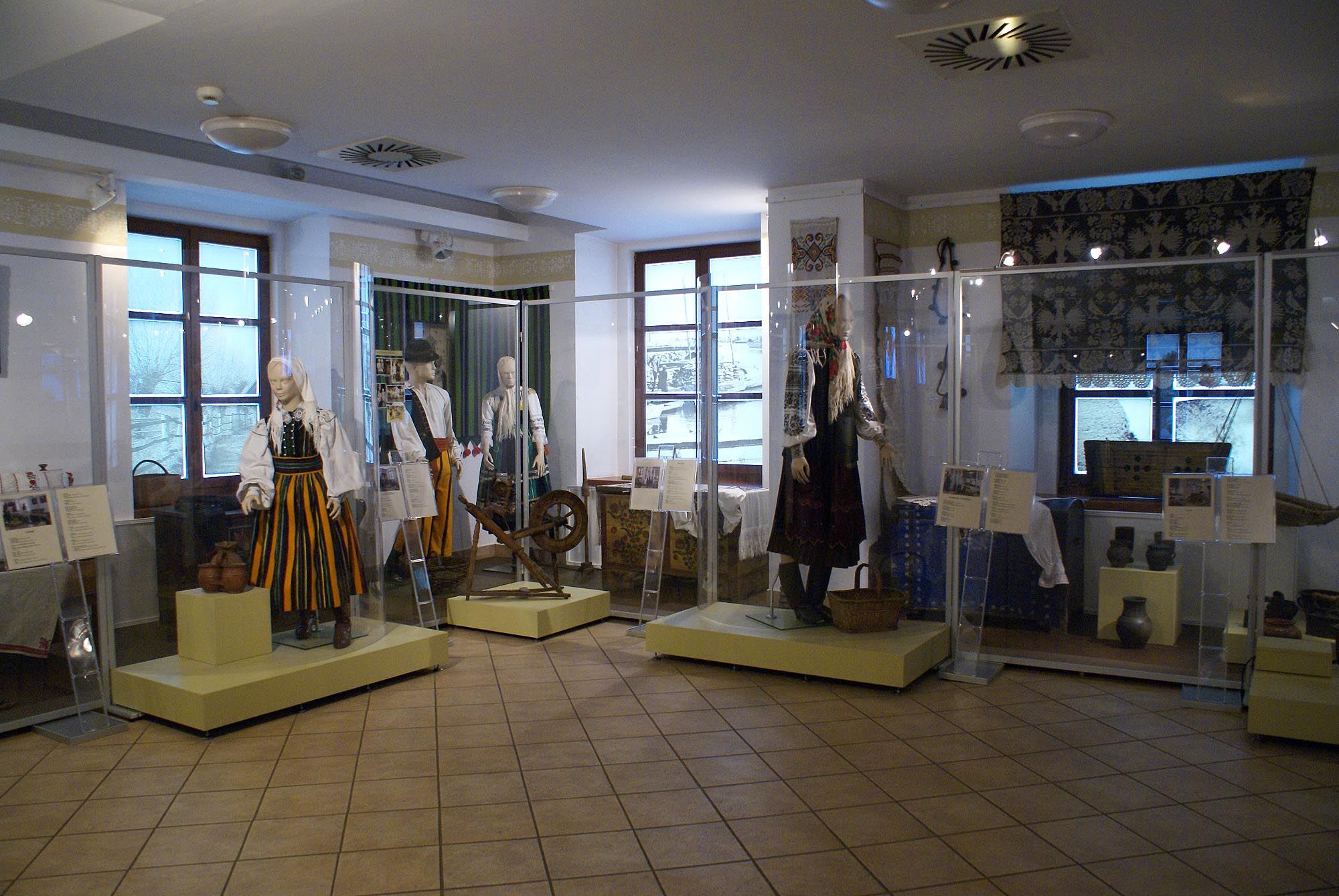